# 칼라 블레이

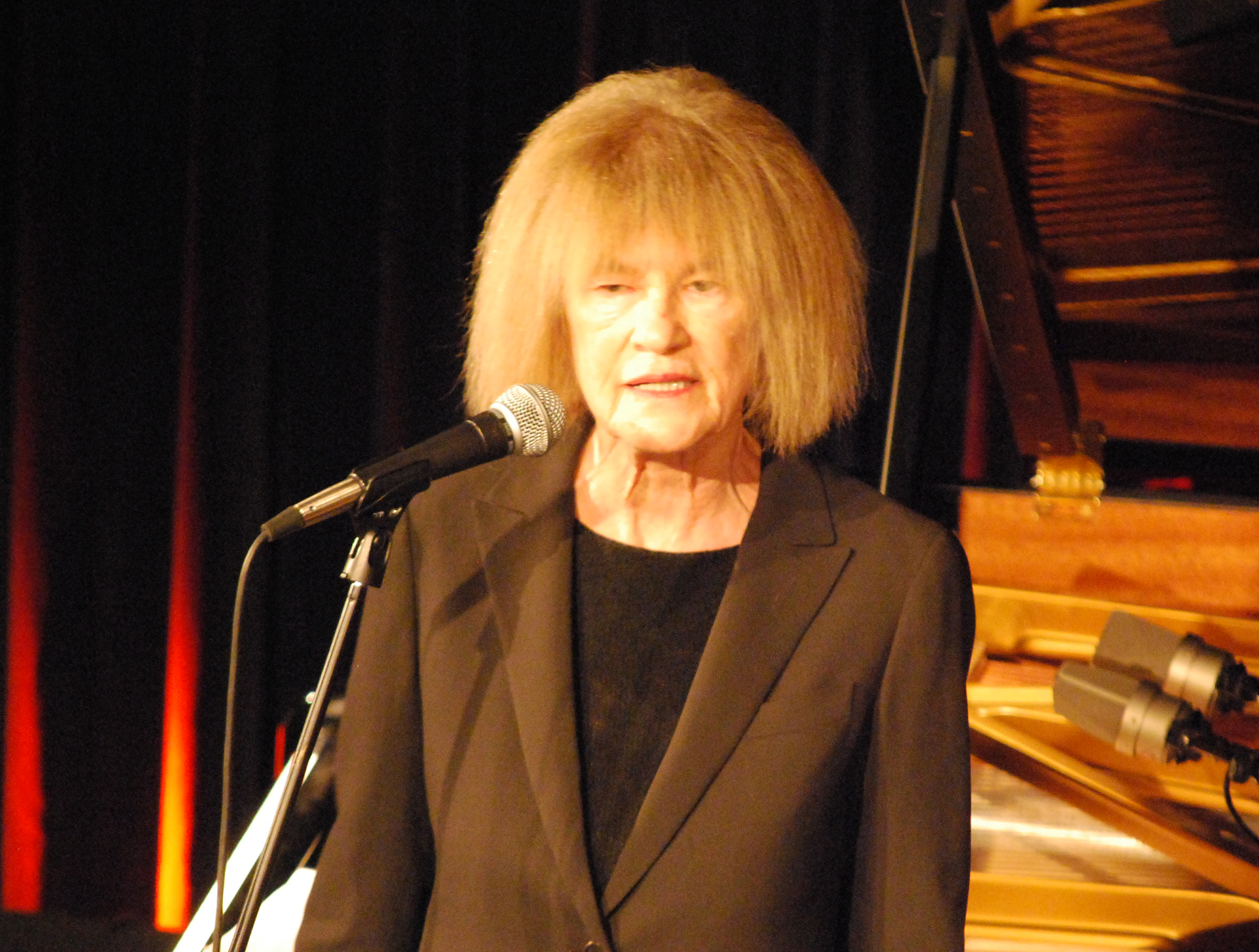
2009년 모습

칼라 블레이(Carla Bley, 본명: Lovella May Borg, 1936년 5월 11일 ~ 2023년 10월 17일)는 미국 재즈 작곡가, 피아니스트, 오르간 연주자 및 밴드리더였다. 1960년대 프리 재즈 운동의 중요한 인물로서 재즈 오페라 Escalator over the Hill(트리플 LP 세트로 발매)과 다른 많은 아티스트들이 연주한 작곡집으로 가장 잘 알려져 있다. 게리 버튼, 지미 주프레, 조지 러셀, 아트 파머, 로버트 와이어트, 존 스코필드(John Scofield) 및 그녀의 전남편 폴 블레이가 포함된다. 그녀는 독립 아티스트 소유 음반사 개발의 선구자였으며 1966년부터 2019년까지 24개가 넘는 앨범을 녹음했다.